# Paragymnopleurus rudis
Paragymnopleurus rudis là một loài bọ cánh cứng trong họ Bọ hung (Scarabaeidae).